# Detence
Detence je stav faktického ovládání nějaké věci, ale bez vůle ji mít pro sebe. Tím se odlišuje od držby, protože držitel s věcí nakládá, jakoby mu patřila. Detentor, osoba, která věc fakticky ovládá, se k ní chová jako k cizí. Je tomu tak např. u nájmu, pachtu, výpůjčky nebo výprosy.
I pouhá detence je zákonem chráněná. Podle ustanovení § 126 odst. 2 občanského zákoníku z roku 1964 dříve platilo, že i „ten, kdo je oprávněn mít věc u sebe“, se může proti tomu, kdo by mu věc neoprávněně zadržoval nebo do výkonu jeho práva nějak jinak neoprávněně zasahoval, bránit žalobou na vydání věci nebo žalobou zápůrčí. Od roku 2014 má podle ustanovení § 1044 nového občanského zákoníku takové možnosti ochrany každý, kdo má věc u sebe, aniž by zákon k tomu výslovně vyžadoval oprávnění. Právní teorie nicméně dospěla k závěru, že doslovný výklad zákona je značně problematický a proto i nadále platí, že soudní ochranu lze poskytnout jen tomu, kdo je oprávněn mít věc u sebe.